# Église Saint-Jean-Marie-Vianney de Diemeringen
L’église catholique de Diemeringen est dédiée au saint curé d’Ars, l’abbé Jean-Marie Vianney.
Sur tout le secteur inter-paroissial, c’est l’église la plus récente, consacrée en 1962.

## Histoire
Les paroissiens catholiques de Diemeringen étaient rattachés à la paroisse Saint-Laurent de Lorentzen, dont on retrouve des traces dès 1415. Cette paroisse appartenait à l’archiprêtré de Sarre-Union jusqu’en 1802.
Par tous les temps, parents et enfants se rendaient à Lorentzen, pour célébrer les messes ou suivre le catéchisme.
Aux grandes fêtes, les paroissiens de Butten se retrouvaient aussi à Lorentzen aux côtés des fidèles de Diemeringen.
C’est le 5 mai 1958, lors de la confirmation des enfants de Diemeringen et Butten par Mgr Elchinger, coadjuteur, que fut abordé pour la première fois la question d’un lieu de culte à Diemeringen.
À cette époque en effet, Diemeringen comptait environ 88 catholiques, alors qu’à Lorentzen il ne restait que deux ou trois familles (mixtes). Par la suite, les choses vont aller très vite :
- 7 juin 1958 : Demande écrite à l’évêché, pour un lieu de culte à Diemeringen
- 15 juin 1958 : Visite d’information de Mgr Billing, directeur des œuvres sociales diocésaines, accompagné de Mgr Neppel, vicaire épiscopal
- 11 octobre 1958 : Création d’une association de droit local pour la construction d’une église à Diemeringen
- 15 novembre 1958 : L’association approuve les plans de construction effectués par l’architecte Lavandier
- 16 mai 1959 : Le permis de construire est accordé et les appels d’offres démarrent.

La commune de Diemeringen met à disposition un terrain de 20 ares dans le lotissement pour y ériger le lieu de culte.
Les membres de l’association de construction ont choisi le saint curé d’Ars comme patron de la future église.
Mais la construction de cette église a un coût. Malgré l’aide accordée par l’évêché, il faut réunir les fonds nécessaires. C’est pourquoi, sans relâche, des personnes bénévoles de Diemeringen mandatées à cette mission, sillonnent les routes d’Alsace, visitent les paroisses et frappent aux portes pour récolter les fonds nécessaires. Leur ténacité fut récompensée et l’église construite rapidement.
Le premier office y fut célébré le 21 novembre 1960. Par la suite, l’église fut consacrée le 13 mai 1962 par son Excellence Mgr Jean Julien Weber, évêque de Strasbourg. Depuis lors, régulièrement les offices y sont célébrés.
Cette belle entreprise de construction d’une nouvelle église a fait néanmoins surgir un revers : l’église catholique de Lorentzen fut désaffectée en 1978 et a été transformée par la suite en une salle polyvalente. 
Aujourd’hui, la salle Stengel abrite également la bibliothèque municipale.